# Francisco Rodríguez Santana (Panchito)
Francisco Rodríguez Santana (Santa Brígida, Gran Canaria, 21 de marzo de 1907 - ídem, 28 de marzo de 1986), más conocido como Panchito, fue un alfarero innovador en el foco locero de La Atalaya, al noreste de la isla de Gran Canaria. Su personal sensibilidad, la calidad de sus piezas y sobre todo, el hecho de ser el primer representante masculino del gremio, llegaron a hacer de él un objetivo turístico y un valioso icono fotográfico para los aficionados a la artesanía popular canaria, entrando así a formar parte de la leyenda etnográfica de la isla.

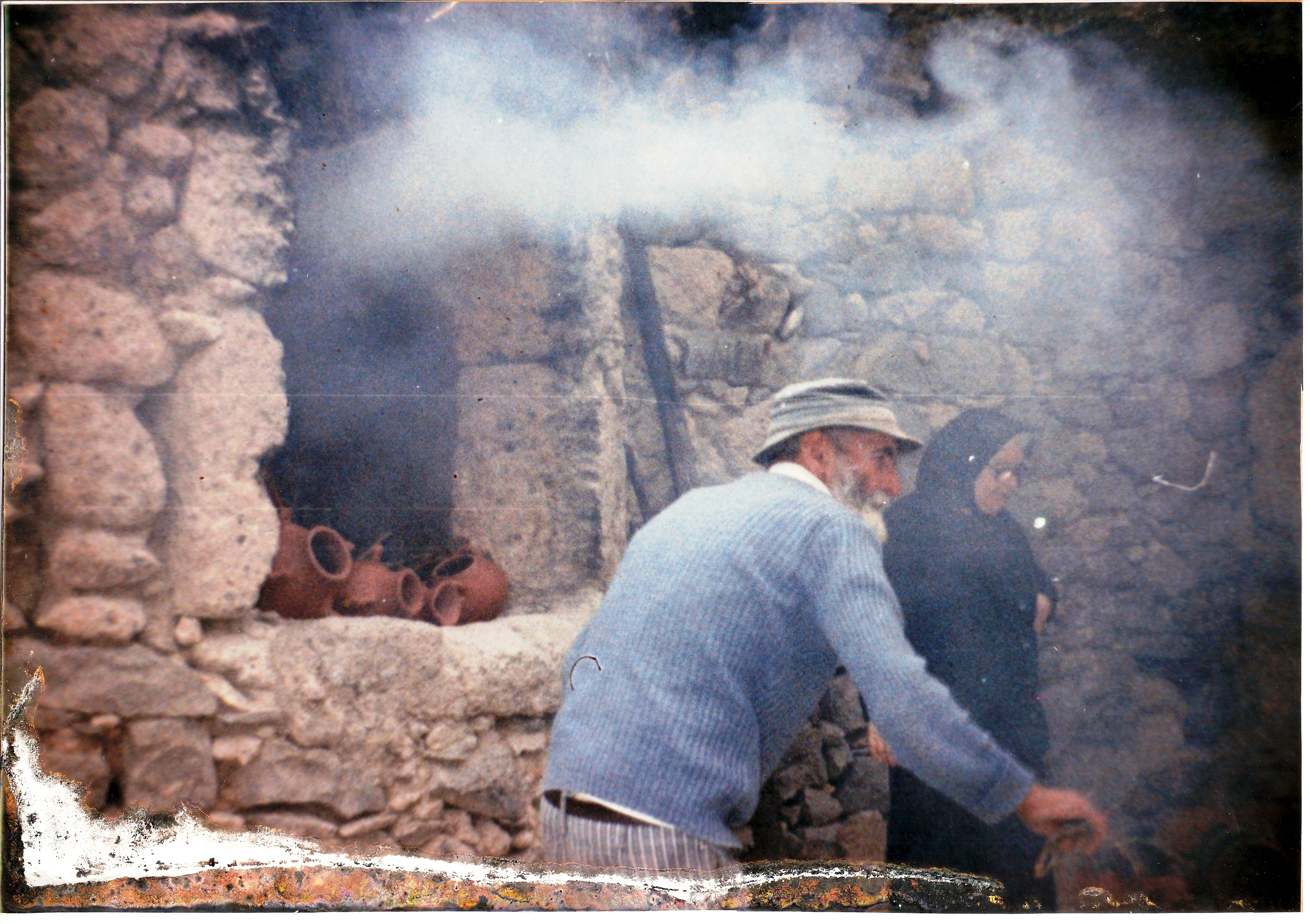
"Pancho" y Antonia en la boca del horno, hacia 1975.

## Biografía
"Panchito" nació en 1907 en el barrio satauteño de La Atalaya. Fue bautizado con el nombre de Francisco, hijo de Cho Bartolo Rodríguez y su segunda esposa Antonia Santana, una locera. Aunque en su juventud desempeñó pequeños trabajos eventuales, llegando a vestir de portero de la Residencia Santa Brígida, con el tiempo se acomodó en el taller "locero" de su madre, rodeado por todas las mujeres de la familia.
En la antropología canaria, el oficio de alfarero tuvo siempre un contexto femenino-matriarcal. Desde mediados los años 30 del siglo XX, este oficio quedó ligado para turistas y gran público a la persona de un varón: "Pancho". La situación se mantuvo hasta la década de 1980, cuando sus propios alumnos lo relevaron, equilibrando el género en la producción alfarera de La Atalaya.

A mediados del siglo XX la creación de valor del hábitat troglodita y la loza parece fijarse, aunque queda una quiebra que resolver: la identidad negativa de su población y que el proceso de trabajo alfarero estuviera en manos de las mujeres. Esto se resolvió a través de la figura del alfarero Panchito que concentró las miradas positivas desde fuera y dentro del lugar e hizo que el oficio se masculinizara.
El Patrimonio Troglodítico de Gran Canaria, AIDER 2008

En sus últimos años, Panchito era invitado de honor en las Ferias de Artesanía locales. Tuvo además un puesto fijo en el barrio de Vegueta, en Las Palmas. Falleció en 1986, sin haber contraído matrimonio. Dos años después de su muerte, aún se recibían bombones en su cueva taller.

### De casa-alfar a centro locero

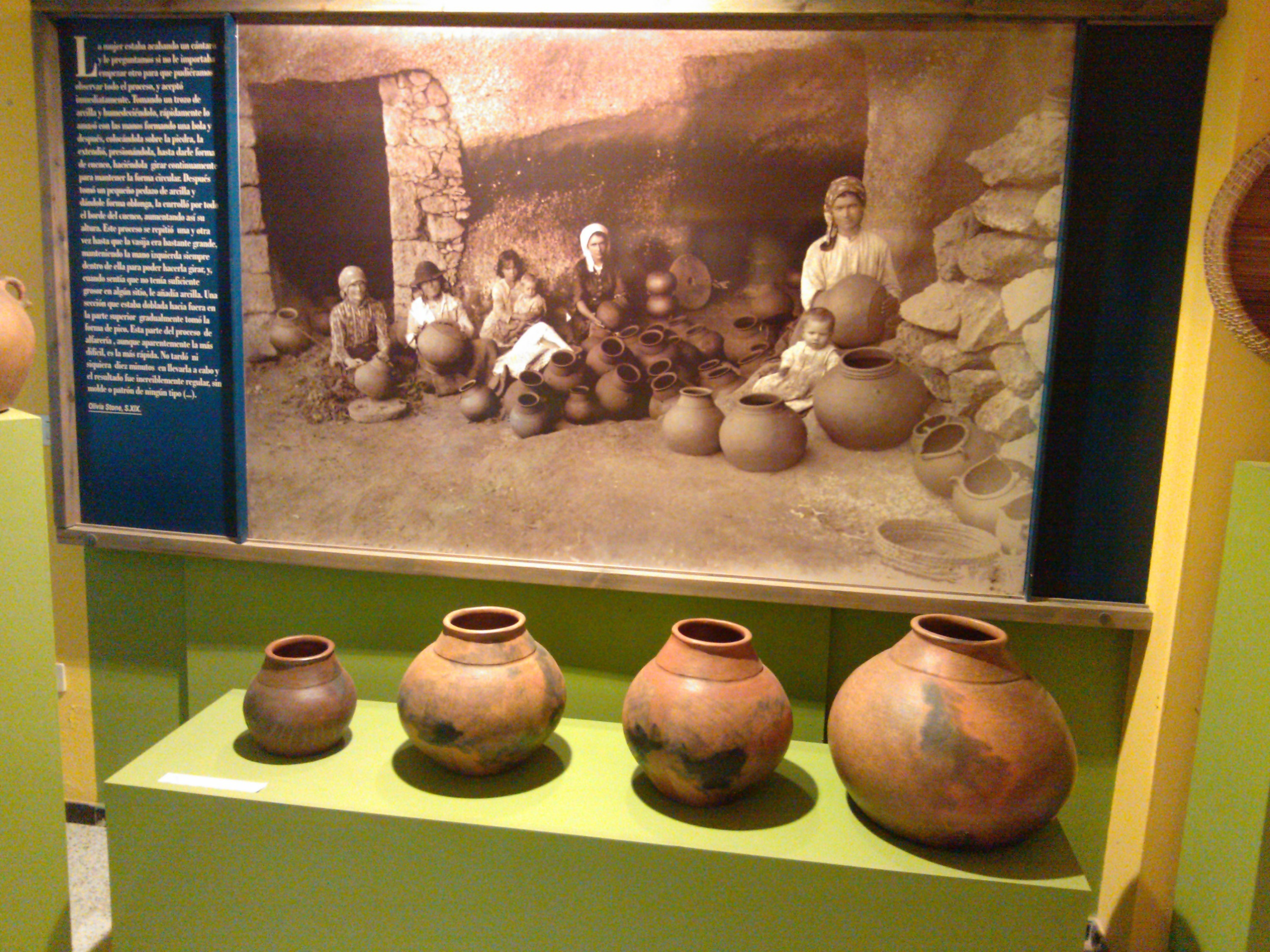
Sala temática del ecomuseo "Casa-Alfar Panchito", en La Atalaya de Santa Brígida (Gran Canaria).

En 1999 se inauguró el Museo Casa-Alfar "Panchito" en el complejo troglodita de su barrio natal. El conjunto de instalaciones, originalmente dependientes del Cabildo de Gran Canaria a través de la FEDAC (Fundación para la Etnografía y el Desarrollo de la Artesanía Canaria), está gestionado localmente por la ALUD (agrupación de artesanos de la loza tradicional de La Atalaya de Santa Brígida). Además de la conservación del ecomuseo "Casa-Alfar Panchito", el centro locero anexo dispone de una serie de servicios didácticos y documentales además de un taller permanente y un museo (sala temática) en la que pueden contemplarse ejemplares antiguos y nuevos de la típica vajilla locera: bernegales, braseros, fogueros, gánigos, hornillas, jarras para gofio, sahumadores, tinajas para frutos secos, tostadores para el grano, etc.

## Bibliografía comentada

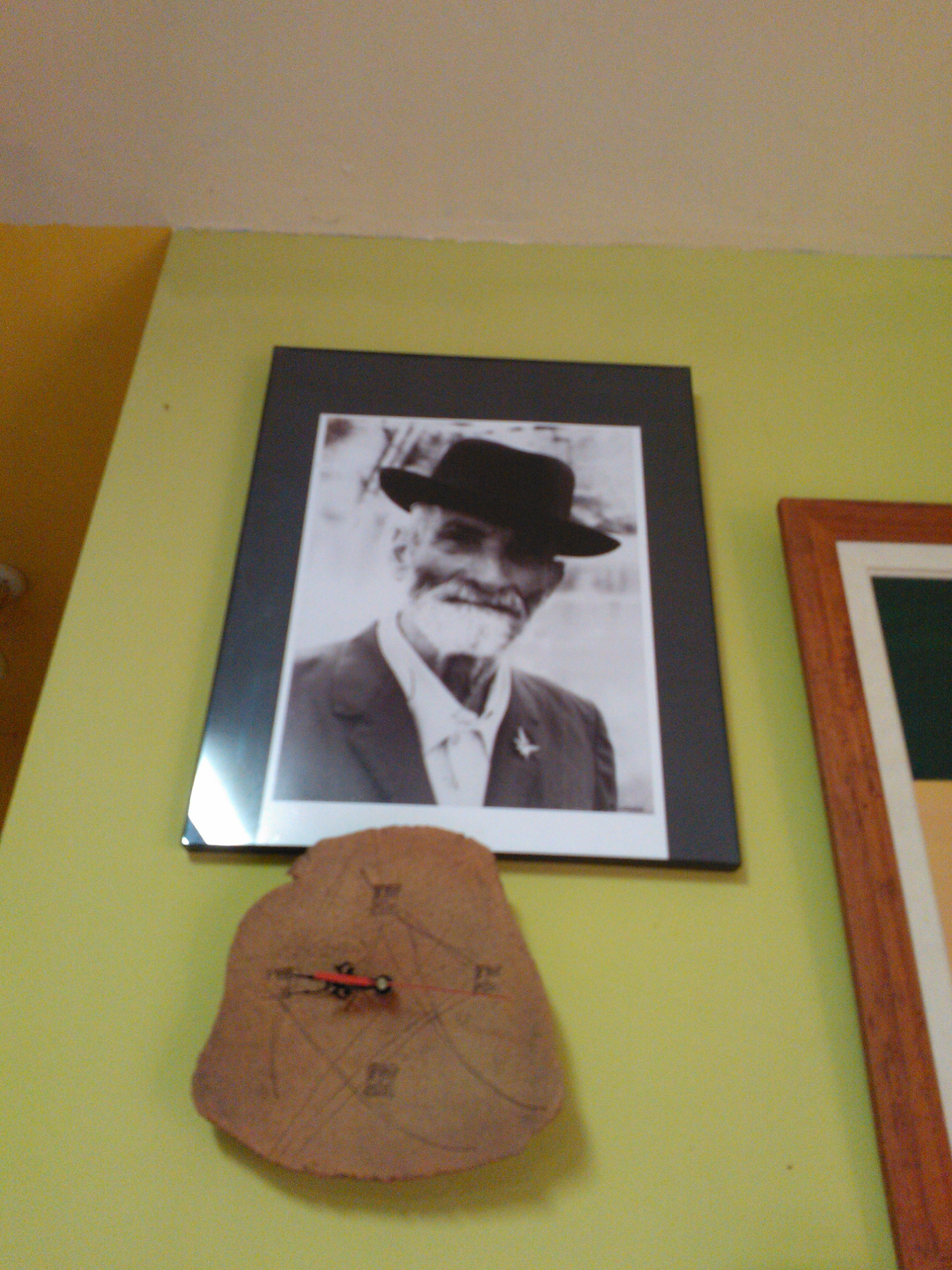
Un rincón del ecomuseo dedicado a Panchito.